# Eberhard Rimbach
Friedrich Eberhard Rimbach (* 26. Dezember 1852 in Jülich; † 3. November 1933 in Bonn) war ein deutscher Chemiker und Hochschullehrer.
Eberhard Rimbach wurde als Sohn eines Apothekers geboren und studierte nach dem Abitur Pharmazie an der Universität Freiburg im Breisgau mit Staatsexamen als Abschluss. Er wurde dort 1876 bei Adolf Claus mit einer Arbeit über Thioharnstoff promoviert.
Anschließend übernahm er zunächst die väterliche Apotheke. Nach autodidaktischen Studien ging er 1889 zu Hans Heinrich Landolt an die Landwirtschaftliche Hochschule Berlin. Mit diesem wechselte er 1891 an die Friedrich-Wilhelms-Universität Berlin, wo er sich 1892 mit einer Arbeit zum Atomgewicht des Bors habilitierte. Er wurde 1898 zum Abteilungsleiter für analytische Chemie und Professor am chemischen Institut der Universität Bonn ernannt, 1904 zum außerordentlichen Professor für analytische, spezielle anorganische und physikalische Chemie und 1911 zum ordentlichen Honorarprofessor. Die Stelle gab er 1913 krankheitsbedingt auf.
Rimbach verfasste neben seiner Lehrtätigkeit mehrere Lehrbücher. Sein Forschungsgebiet waren die anorganische und physikalische Chemie, insbesondere die elektrische Leitfähigkeit gelöster Salze, optisch aktive Verbindungen und die Eigenschaften von Doppelsalzen und Komplexsalzen.